# Lluïsa Casagemas i Coll
Lluïsa Casagemas i Coll (Barcelona, 14 de desembre de 1873 - Madrid 1942) fou una compositora catalana del final del segle xix, la primera dona que va compondre una òpera a Catalunya.

## Biografia
Va néixer al carrer Nou de la Rambla, 57, de Barcelona (vegeu casa-fàbrica Alegre-Cirés), filla de Manuel Casagemas i Labrós, natural de Granollers i vicecònsol de Suècia i Noruega i dels Estats Units i administrador del Banc de Catalunya, i de Maria Neus Coll i Vendrell, de Sitges. Va tenir quatre germans, entre els quals el pintor Carles Casagemas i Coll.
Estudià composició amb Francesc de Paula Sànchez i Gavagnach i violí amb Agustí Torelló al Conservatori del Liceu, i cant amb Giovanna Bardelli. Entre els 16 i 18 anys, va compondre Schiava e regina (Esclava i reina), òpera fantàstica en tres actes amb llibret de Josep Barret, que s'havia d'estrenar al Gran Teatre del Liceu de Barcelona la temporada 1893-1894, un fet completament excepcional en l'època. Tanmateix, l'atemptat anarquista del 7 de novembre d'aquest any feu cancel·lar l'estrena, que no s'arribà a produir mai.
L'autora la va presentar en l'Exposició Universal de Chicago de 1893, on va rebre una medalla i un diploma. En compensació per la cancel·lació de l'estrena, la reina regent Maria Cristina d'Habsburg va fer estrenar-ne algunes parts al palau Reial de Madrid el 1894, amb l'assistència de la família reial. El segon acte fou representat en un concert al Conservatori del Liceu el 1896. Amadeu Vives, que assistí a un recital particular amb parts de l'òpera, en lloà la força dramàtica i la passió de l'autora. La partitura es va considerar perduda fins que es va trobar el 2017, en mans d'un particular; actualment, s'està estudiant per part de professors de musicologia de la Universitat Autònoma de Barcelona. Actualment la partitura de la reducció per a cant i piano de Schiava e regina es conserva a la Biblioteca de Catalunya.
Deixà la partitura per a veu i piano d'una altra òpera, I briganti, segons el llibret d'Andrea Maffei basat en Die Räuber de Friedrich Schiller, que ja havien fet servir Saverio Mercadante i Giuseppe Verdi.
Aquest mateix any 1893, l'Orquestra Catalana de Concerts estrena la seva obra Crepúsculo al Teatre Líric (Barcelona), i va tornar a tocar-se al Liceu l'any següent. Escrigué sobretot peces breus per a piano i per a la veu. Felip Pedrell, en el Diccionario biográfico y bibliográfico de músicos y escritores de música españoles antiguos y modernos, parla de 110 peces per a veu i piano escrites per Lluïsa Casagemas. Una d'aquestes, La bergeronnette, és l'opus 230.
Tota la seva obra és anterior al seu casament, que es va produir el 2 de maig de 1896, quan tenia 22 anys. Després del matrimoni amb Enrique de Sorarrain Milans del Bosch -membre de l'alta burgesia i promotor de l'esport, especialment l'automobilisme-, desapareix de la vida pública. Va quedar vídua el febrer de 1924; sembla que llavors va tornar a interpretar escadusserament en públic: se'n troben ressenyes d'alguns concerts com a pianista el 1927 a Barcelona. El 1930 apareix en la premsa com a professora de violí en Fomento del Arte Lírico de Barcelona. Les úniques referències que se'n troben en la premsa de l'època, fora d'aquests dos concerts, són per la seva condició social, informant-ne de l'assistència a actes benèfics i similars. L'última referència se'n troba el 1936, en un concert a Madrid, on podia haver anat a viure. No se sap el lloc o data exacta de la seva mort, que es pot situar a Madrid en la immediata postguerra: ja era morta el desembre de 1943, quan mor sa germana i no és citada entre els assistents als funerals.
El lloc web familiar indica que va morir a Madrid el 1942.

## Fons
L'arxiu de l'Església del Pi, l'Arxiu dels Carmelites i l'Institut Municipal d'Història conserven documentació sobre ella.

## Obres
- Aire de danza
- Aires de Cataluña (1931), pasodoble
- Álbum de piezas para canto y piano
- Anyorament, cançó per a cant i piano
- Arroyito=Rierol. Lletra: Miguel Ángel Camino
- Ave María, per a veu i piano
- Ave verum, per a veu i piano
- Barcarola, op. 216. Lletra: Jaume Coll
- La bergeronnette (La nevatilla), op. 230 (ed. 1929), per a veu i piano. Lletra: André Theuriet
- I briganti, op. 227 (ca. 1895), òpera en quatre actes sobre el llibret de I masnadieri d'Andrea Maffei. Basada en Die Räuber de Friedrich Schiller.
- Cançó de bressol, op. 159
- Cançó de mar. Lletra: Joaquim Maria de Nadal
- Compassió. Lletra: Anicet de Pagès
- Crepúsculo (1893), per a orquestra simfònica. Estrena: Orquestra Catalana de Concerts; Teatre Líric de l'Eixample de Barcelona, 19 d'octubre de 1893.[8]
- Crepúsculo (1900), fantasia descriptiva per a piano
- Les dos flors, op. 186
- Es mi niña tan bonita, xotis per a piano
- Esbarjos, op. 231. Lletra: Apel·les Mestres
- Esperança
- Fí de curs (1900), cançó escolar per a veu i piano. Lletra: Josep Sala i Bonfill
- La fioraja (ed. 1890)
- Flor de almendro (1900), vals per a piano
- Gentil pageseta (1926), per a cant i piano. Lletra: Noel Llopis Lladó
- Gran fantasía sobre "Los amantes de Teruel",[18] per a piano
- Granadina (1900), fantasia per a piano
- Insistencia (ed. 1891), melodia per a piano
- Íntima
- Lágrimas. Dedicada a Carmen de Satrústegui.[19]
- Il lamento de la Chiesa (1893?), per a veu. Lletra: Giovannina Papa
- Mattinata napoletana. Lletra: Enrico Golisciani
- Missatge. Lletra: R. Puig i Duran
- Montserrat, op. 227 (1925), per a veu. Lletra: N. Llopis. Dedicada a Concepció Callao
- Muñequita Lenci, op. 269
- Nadal! (1907). Lletra: Jacint Verdaguer
- Noche estrellada (1928), melodia per a violí i piano. Dedicada a F.J. Pleiffer[8]
- O dolce bacio, per a veu i piano
- Panis angelicus, per a tenor amb acompanyament d'orgue
- Parmi les roses
- Perquè t'estimo tant. Lletra: Josep Carner
- Il pescatore di coralli (1891), per a veu i piano. Lletra: Achille de Lauzières
- Pie Jesú , per a veu i piano
- ¡Prega per mi!, per a veu i piano. Lletra: Francesc Matheu
- Rendimi il core! [sic]. Lletra: Enrico Golisciani
- La rosa blanca, tango per a veu i piano. Lletra: Romero[8]
- Schiava e regina, òpera (1889–1891). Lletra: José Barret. Dedicada a la Marquesa de Comillas.[20] Estranda i premiada a l'Exposició Universal de Chicago, 1892.
- Suono lontano. Lletra: Enrico Golisciani
- Tu mi salvasti, amor, per a veu i piano. Interpretada: Teatre Líric, 26 de maig de 1894

El Diccionario biográfico de músicos espanyoles (1894-1897), del compositor, musicògraf i professor Felip Pedrell, cita més de 200 obres d'aquesta compositora, la majoria breus: cançons per a veu i piano i peces per a piano sol.

### Discografia
- Compositores catalanes. Generació modernista (CD). Maria Teresa Garrigosa (soprano) i Heidrun Bergander (piano). La mà de Guido. Dip.leg. B-45116-2008.[22]